# Rhaphidostichum malayanum
Rhaphidostichum malayanum là một loài Rêu trong họ Sematophyllaceae. Loài này được (Dixon) Dixon miêu tả khoa học đầu tiên năm 1935.